# خوزه نادسون فریرا
خوزه نادسون فریرا (به پرتغالی: José Nadson Ferreira) مدافع اهل برزیل است که در شهر یوبایتابا و در تاریخ ۱۸ اکتبر ۱۹۸۴ به دنیا آمده‌است.
خوزه نادسون فریرا در تیم‌های فوتبال Portuguesa سابقهٔ حضور دارد.